# Schwandorf

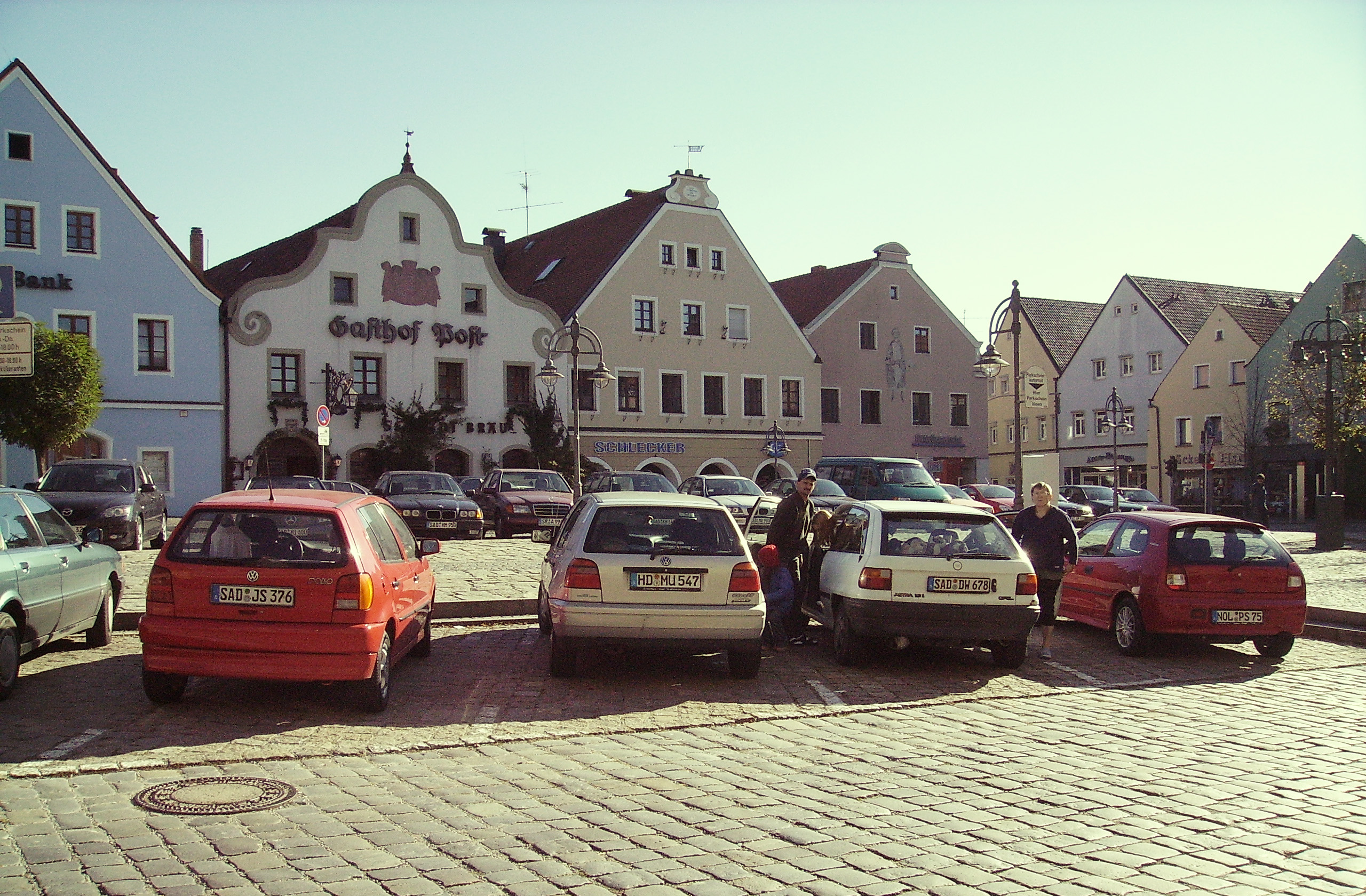
Schwandorf
(Piaţa centrală)

Schwandorf este un oraș din districtul Schwandorf, regiunea administrativă Palatinatul Superior, landul Bavaria, Germania.